# Maiherpri
Maiherpri, Maiherperi o Maiherpra (m3ỉ-ḥr-prỉ, "lleó del camp de batalla") va ser un noble egipci de la dinastia XVIII. Va ser enterrat a la tomba KV36 de la Vall dels Reis. Probablement va viure durant el govern de Tuthmosis IV i en algun moment va rebre l'honor d'un enterrament a la necròpolis reial.

## Títols
Maiherpri era portador dels títols següents:
- Fill de la guarderia
- Portador del Ventall a la dreta del Rei

S'especula que el primer títol significava que havia crescut a la guarderia reial com a príncep d'un territori vassall, o potser que era fill d'una esposa menor o concubina del faraó.
Va ser dels primers durant l'Imperi Nou a tenir el segon títol, i era literalment cert que era al costat del faraó, probablement com a conseller o escorta. Més tard durant l'Imperi Nou, aquest mateix títol també es va utilitzar per a designar els virreis de Cuix.

## Tomba

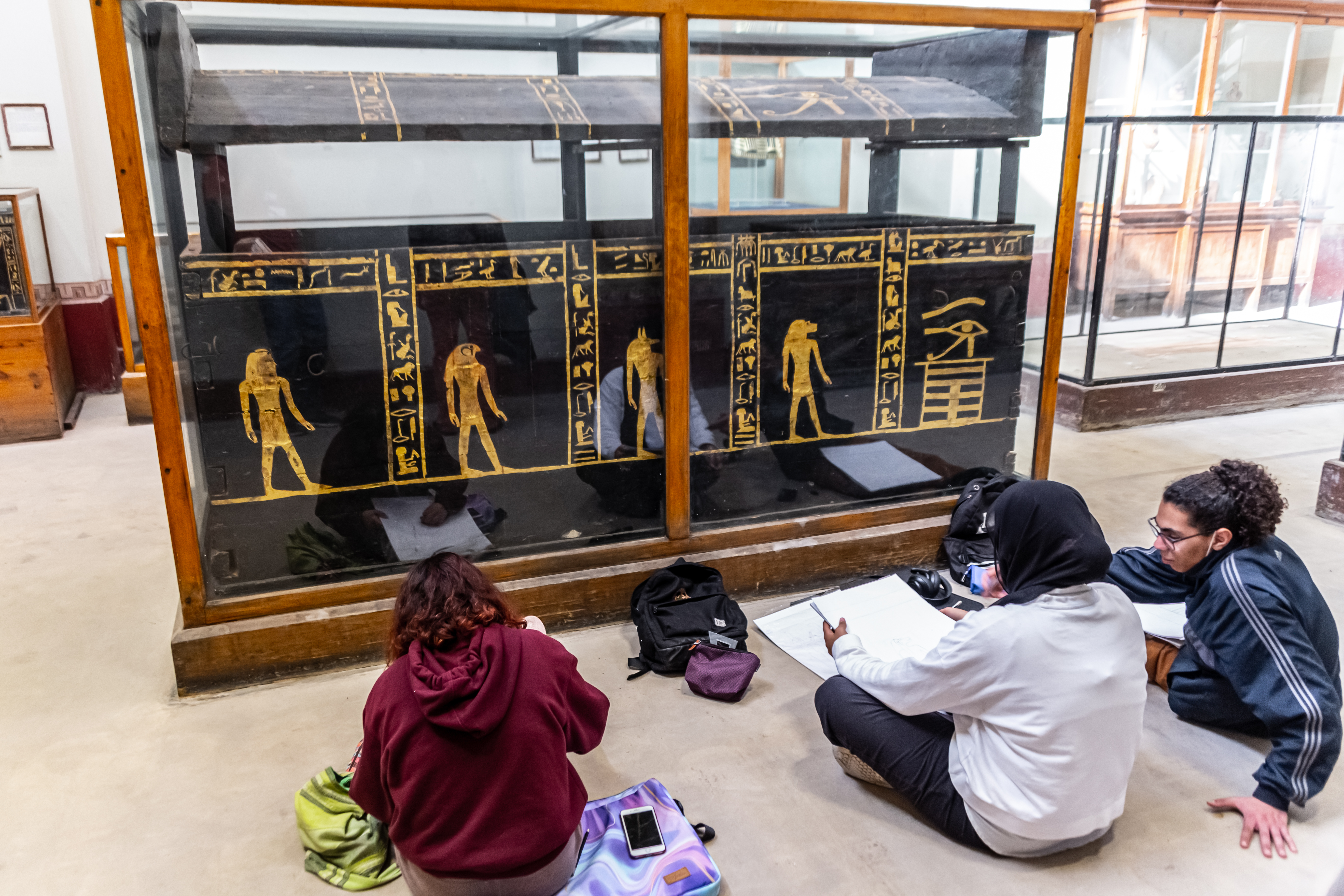
Sarcòfag de Maiherpri al Museu d'Antiguitats Egípcies del Caire.

La tomba de Maiherperi és la KV36, situada a l'est de la Vall dels Reis. Va ser descoberta per Víctor Loret l'any 1899. La fossa amb cambra és petita i sense decorar, però la cambra es va trobar intacta. Fa 3,79 m de llargada, 4,04 m d'amplada i aproximadament 1,57 m d'alçada. La superfície és de 15,3 m². La profunditat del pou és de 6 m. Les troballes es troben al Museu Egipci del Caire.
| E22 | D2 · Z1 | p · r | M17 | M6 |

| E22 | D2 · Z1 | p · r | M17 | M6 |

A la seva tomba s'hi va trobar un papir que el representava amb la pell negra, el que va portar els estudiosos a creure que era un egipci d'ascendència nubia. El papir és una còpia del Llibre dels morts, que als ulls d'alguns investigadors és "el més famós i possiblement el més bonic llibre dels morts".
La seva mòmia va ser desembolicada per Georges Daressy el març de 1901, revelant una cos de pell fosca que coïncidia amb la representada a la seva còpia del Llibre dels Morts. Daressy va pensar que aquest era probablement el color natural de la pell de Maiherperi, sense la presència de possibles canvis de color pel procés de momificació. També tenia els cabells llanosos i ben arrissats, que va resultar ser una perruca que s'havia enganxat al cuir cabellut. L'examen del seu cos va revelar que va morir quan era un jove d'entre 25 i 30 anys.